# Tucker County
Tucker County ist ein County im Bundesstaat West Virginia der Vereinigten Staaten. Der Verwaltungssitz (County Seat) ist Parsons. Das U.S. Census Bureau hat bei der Volkszählung 2020 eine Einwohnerzahl von 6.762 ermittelt.

## Geographie
Das County liegt im Nordosten von West Virginia und hat eine Fläche von 1091 Quadratkilometern, wovon sechs Quadratkilometer Wasserfläche sind. Es grenzt im Uhrzeigersinn an folgende Countys: Preston County, Grant County, Randolph County und Barbour County.

## Geschichte
Tucker County wurde am 7. März 1856 aus Teilen des Randolph County gebildet. Benannt wurde es nach Henry St. George Tucker, Sr., einem Richter von Virginia.

## Demografische Daten

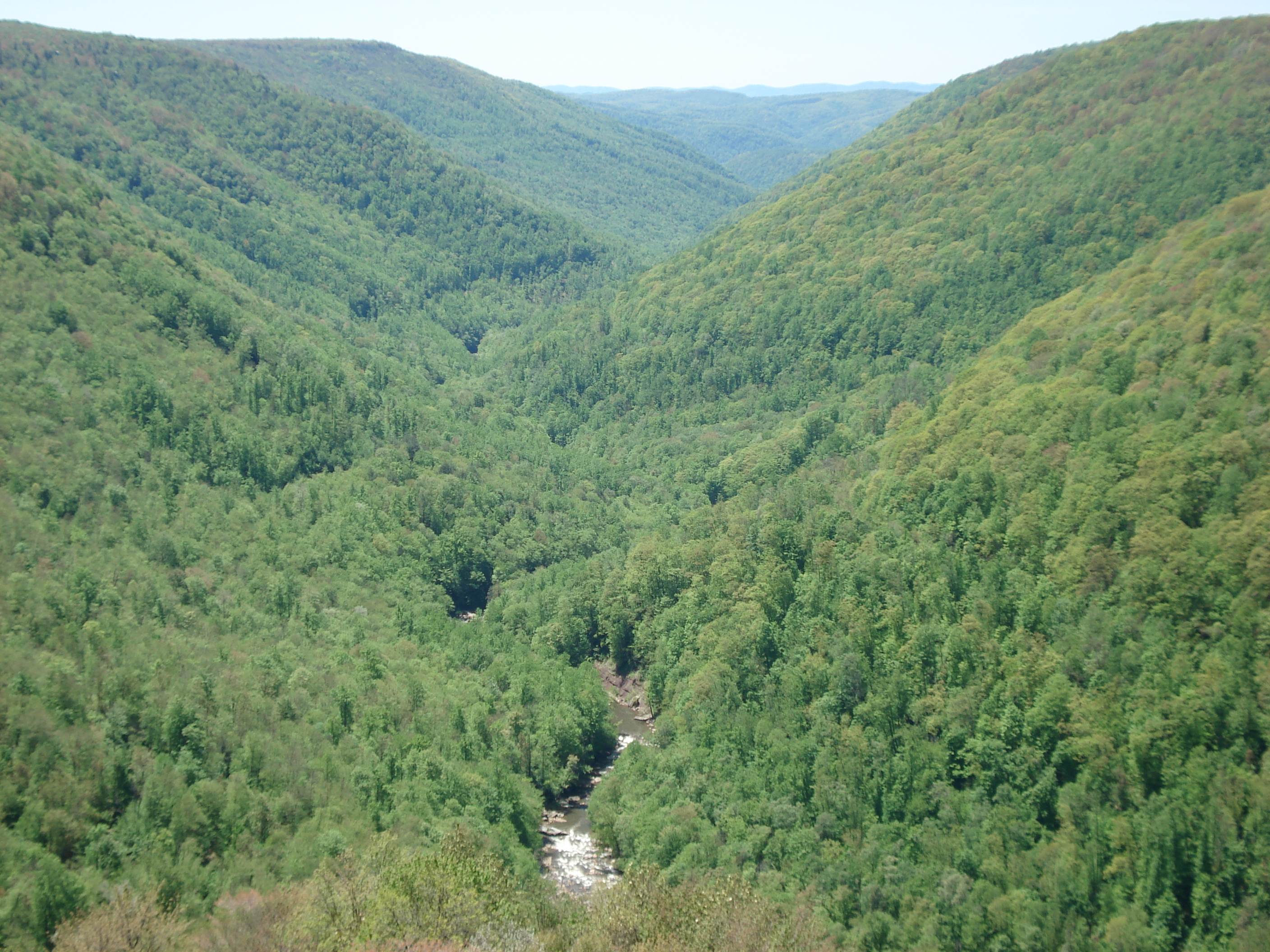
Der Blackwater Canyon

Alterspyramide des Tucker County

Nach der Volkszählung im Jahr 2000 lebten im Tucker County 7.321 Menschen in 3.052 Haushalten und 2.121 Familien. Die Bevölkerungsdichte betrug 7 Einwohner pro Quadratkilometer. Ethnisch betrachtet setzte sich die Bevölkerung zusammen aus 98,85 Prozent Weißen, 0,07 Prozent Afroamerikanern, 0,19 Prozent amerikanischen Ureinwohnern, 0,01 Prozent Asiaten, 0,12 Prozent Bewohnern aus dem pazifischen Inselraum und 0,10 Prozent aus anderen ethnischen Gruppen; 0,66 Prozent stammten von zwei oder mehr Ethnien ab. 0,25 Prozent der Bevölkerung waren spanischer oder lateinamerikanischer Abstammung.
Von den 3.052 Haushalten hatten 27,0 Prozent Kinder und Jugendliche unter 18 Jahre, die bei ihnen lebten. 58,0 Prozent waren verheiratete, zusammenlebende Paare, 7,8 Prozent waren allein erziehende Mütter, 30,5 Prozent waren keine Familien, 27,2 Prozent waren Singlehaushalte und in 13,6 Prozent lebten Menschen im Alter von 65 Jahren oder darüber. Die Durchschnittshaushaltsgröße betrug 2,35 und die durchschnittliche Familiengröße lag bei 2,84 Personen.
Auf das gesamte County bezogen setzte sich die Bevölkerung zusammen aus 21,3 Prozent Einwohnern unter 18 Jahren, 6,7 Prozent zwischen 18 und 24 Jahren, 26,4 Prozent zwischen 25 und 44 Jahren, 27,7 Prozent zwischen 45 und 64 Jahren und 17,9 Prozent waren 65 Jahre alt oder darüber. Das Durchschnittsalter betrug 42 Jahre. Auf 100 weibliche Personen kamen 95,2 männliche Personen. Auf 100 Frauen im Alter von 18 Jahren oder darüber kamen statistisch 94,1 Männer.
Das jährliche Durchschnittseinkommen eines Haushalts betrug 26.250 USD, das Durchschnittseinkommen der Familien betrug 32.574 USD. Männer hatten ein Durchschnittseinkommen von 24.149 USD, Frauen 17.642 USD. Das Prokopfeinkommen betrug 16.349 USD. 14,9 Prozent der Familien und 18,1 Prozent der Bevölkerung lebten unterhalb der Armutsgrenze. Davon waren 24,3 Prozent Kinder oder Jugendliche unter 18 Jahre und 15,5 Prozent waren Menschen über 65 Jahre.